# Hymn Samoa Amerykańskiego
Amerika Samoa – hymn Samoa Amerykańskiego.
Hymn przyjęto w 1950 roku. Autorem muzyki jest Napoleon Andrew Tuiteleleapaga, autorem słów jest Mariota Tiumalu Tuiasosopo.

## Tekst
Amerika Samoa
Lo’u Atunu’u pele ‘oe
Oute tiu I lou igoa
O ‘oe o loʻu faʻamoemoe
O ‘oe ole Penina ole Pasefika
E moʻomia e motu e lima
E ua taʻutaʻua au aga I fanua
Ma ou tala mai anamua
Tutuila ma Manuʻa
Ala mai ia tu I luga
Tautua ma punou I lou Malo
Ia manuia ia ulu ola
Amerika Samoa
Ole Malo ole sa’olotoga
(repeat)
Tautua ma punou I lou Malo
Ia manuia ia ulu ola
Amerika Samoa
Ole Malo ole saʻolotoga
Soifua ma ia manuia,
Teine Samoa